# Victor Reneischi
Victor Reneischi (belarussisch Віктар Іосіфавіч Ранейскі Wiktar Iossifawitsch Ranejski; * 24. Januar 1967 in Babrujsk, Weißrussische SSR) ist ein ehemaliger sowjetischer Kanute, der nach 1992 für  die Republik Moldau antrat. Er gewann zusammen mit Nicolae Juravschi zwei olympische Goldmedaillen und eine Silbermedaille im Zweier-Canadier.

## Karriere
Der ursprünglich für Dynamo Babrujsk startende Reneischi war 1985 zusammen mit Jewgeni Sbitnjew Junioren-Weltmeister über 500 Meter und über 1000 Meter. Bei den Weltmeisterschaften 1986 gewann er zusammen mit Alexander Kalnitschenko die Silbermedaille über 500 Meter hinter den Ungarn János Sarusi und István Vaskuti. Ab 1987 startete Reneischi mit dem moldauischen Kanuten Nicolae Juravschi.
Bei den Olympischen Spielen 1988 siegten Reneischi und Juravschi über 500 Meter mit fast zwei Sekunden Vorsprung auf die Polen Marek Dopierała und Marek Łbik, tags darauf siegten die beiden sowjetischen Kanuten über 1000 Meter mit über drei Sekunden vor Olaf Heukrodt und Ingo Spelly sowie den beiden Polen.
1989 war das Programm bei den Weltmeisterschaften in Plowdiw um den Vierer-Kanadier erweitert worden. Reneischi und Juravschi gewannen den Titel im Zweier-Kanadier über 500 Meter, während über 1000 Meter Juri Gurin und Waleri Weschko für die Sowjetunion antraten und die Bronzemedaille gewannen. Im Vierer-Canadier traten Juravschi, Reneischi, Gurin und Weschko gemeinsam an und gewannen den Titel sowohl über 500 Meter als auch über 1000 Meter. Im Jahr darauf siegten Juravschi und Reneischi über 500 Meter bei den Weltmeisterschaften in Posen, im Vierer-Kanadier über 1000 Meter siegten die beiden zusammen mit Gurin und Weschko. Bei den Weltmeisterschaften 1991 in Paris trat ein letztes Mal die sowjetische Mannschaft an. Juravschi und Reneischi erkämpften die Silbermedaille über 500 Meter und Bronze über 1000 Meter. Zusammen mit Gurin und Weschko siegten sie über beide Distanzen im Vierer.
Nach dem Auseinandergehen der Sowjetunion trat Juravschi bei den Olympischen Spielen 1992 für Rumänien an, Reneischi verpasste diese Olympischen Spiele. 1994 wechselte Reneischi in die Republik Moldau und Juravschi kehrte aus Rumänien in sein Heimatland zurück. Bei den Weltmeisterschaften 1995 gewannen die beiden über 500 Meter Silber hinter den Ungarn György Kolonics und Csaba Horváth. Bei den Olympischen Spielen 1996 in Atlanta siegten über 500 Meter ebenfalls die beiden Ungarn vor den beiden Moldauern, die über 1000 Meter den fünften Platz belegten.